# Las lloronas
Las lloronas es una película de terror mexicana estrenada el 23 de abril del 2004. Está inspirada en la popular leyenda de La Llorona, fue dirigida por Lorena Villarreal y escrita por ella y Enrique Renteria. La película trata sobre una maldición desencadenada en una familia donde los hombres jóvenes pagarán las consecuencias. Además, la película cuenta con el tema 'Bandido' de la cantante mexicana Ana Bárbara.

## Elenco[3]
- Elizabeth Ávila - Lucía
- Francisco Gattorno - Federico
- Miguel Rodarte - Hernán
- Rosa María Bianchi - Francisca
- Gastón Melo - Padre Jacinto
- José Sefami	- Alfonso
- Elizabeth Váldez - Diana
- Magda Vizcaíno - Abuela
- Rodrigo Mejía - Luis
- Raúl Adalid	- Manuel
- Genoveva Pérez - Nana